# David Arroyo
Pour les articles homonymes, voir Arroyo et Duran.
Arroyo  Durán est un nom espagnol. Le premier nom de famille, en général paternel, est Arroyo ; le second, en général maternel, souvent omis, est Durán.
David Arroyo Durán, né le 7 janvier 1980 à Talavera de la Reina, est un coureur cycliste espagnol. Il a commencé sa carrière professionnelle en 2001. Bon grimpeur, il a obtenu de nombreux accessits dans des courses par étapes et a souvent été un coéquipier précieux pour Alejandro Valverde. Par le jeu des échappées, il parvient à terminer deuxième du Tour d'Italie 2010 derrière Ivan Basso.

## Biographie
Dixième du Tour d'Italie 2007, il ne peut y participer l'année suivante en raison d'une fracture du bras à deux jours du départ. Sa saison est alors modifiée et il court le Tour de France puis le Tour d'Espagne au service d'Alejandro Valverde. Il remporte la dix-neuvième étape de la Vuelta au terme d'un sprint avec Vasil Kiryienka.
David Arroyo obtient sa meilleure performance lors d'un grand tour en 2010 lors du Tour d'Italie. Lors de la onzième étape, il fait partie du groupe de plus de 50 coureurs qui se lance dans une échappée. Huitième de l'étape, le peloton arrive avec près de 13 minutes de retard. Arroyo figure alors à la deuxième place du classement général derrière Richie Porte. Trois jours plus tard, l'arrivée s'effectue au sommet du Monte Grappa et Arroyo dépossède Porte du maillot rose pour 39 secondes. L'avance dont il dispose sur les favoris se comptant en plusieurs minutes, une victoire finale de sa part dans le Giro apparait possible. Il tient la tête du classement général jusqu'à la dix-neuvième étape où Ivan Basso s'empare du maillot rose pour 51 secondes. Les deux dernières étapes ne changent pas le classement final. Basso s'impose finalement devant Arroyo, Nibali complétant le podium. En fin de saison, Arroyo dispute la Vuelta dont il fait partie des coureurs qui comptent. Il s'y classe vingt-cinquième.
En 2011, Arroyo fait partie des favoris à la victoire finale du Tour d'Italie. Leader de l'équipe Movistar, il a comme équipiers des coureurs comme Vasil Kiryienka, Branislau Samoilau ou Sergio Pardilla. Il se classe treizième du Giro,.
Après une saison 2012 blanche, David Arroyo n'est pas conservé par la Movistar et s'engage avec la formation Caja Rural, équipe continentale professionnelle pour la saison 2013. Pour sa première saison, il se classe notamment deuxième du Tour de Burgos et troisième de la Prueba Villafranca de Ordizia.
En 2016, il termine deuxième du Tour de Turquie. En 2018, il rejoint l'équipe continentale portugaise Efapel. Il n'est pas conservé à l'issue de la saison.

## Palmarès et classements mondiaux

### Palmarès amateur
- 2000
  -  Champion d'Espagne sur route espoirs
  - 2e du Tour de Catalogne de l'Avenir
  - 3e du Tour de la communauté de Madrid
  - 3e du Mémorial Etxaniz

### Palmarès professionnel
- 2002
  - 3e étape du Tour de Burgos (contre-la-montre par équipes)
- 2003
  - 1re étape du Tour de Catalogne (contre-la-montre par équipes)
- 2004
  - 4e et 8e étapes du Tour du Portugal
  - 2e du Tour du Portugal
- 2006
  - 10e du Tour de Catalogne
- 2007
  - 10e du Tour d'Italie
- 2008
  - Subida a Urkiola
  - 19e étape du Tour d'Espagne
- 2009
  - 3e étape du Tour du Limousin
  - 2e du Tour du Limousin
  - 8e du Tour d'Italie
- 2010
  - 2e du Tour d'Italie
- 2011
  - 3e étape du Tour de Burgos (contre-la-montre par équipes)
- 2013
  - 2e du Tour de Burgos
  - 3e de la Prueba Villafranca de Ordizia
- 2016
  - 2e du Tour de Turquie

### Résultats sur les grands tours

#### Tour de France
6 participations
- 2005 : 53e
- 2006 : 21e
- 2007 : 13e
- 2008 : 30e
- 2009 : 69e
- 2011 : 36e

#### Tour d'Italie
4 participations
- 2007 : 10e
- 2009 : 8e[13],[14]
- 2010 : 2e,  maillot rose pendant 5 jours
- 2011 : 13e[11],[12]

#### Tour d'Espagne
8 participations
- 2006 : 19e
- 2008 : 17e, vainqueur de la 19e étape
- 2010 : 25e
- 2013 : 13e
- 2014 : 20e
- 2015 : 12e
- 2016 : 122e
- 2017 : 89e

### Classements mondiaux
| Année                  | 2006 | 2007 | 2008 | 2009 | 2010 | 2011 | 2012 | 2013 | 2014 |
| ---------------------- | ---- | ---- | ---- | ---- | ---- | ---- | ---- | ---- | ---- |
| Classement ProTour     | 142e | 73e  | nc   |      |      |      |      |      |      |
| Calendrier mondial UCI |      |      |      | 103e | 35e  |      |      |      |      |
| UCI World Tour         |      |      |      |      |      | 124e | nc   |      |      |
| UCI Europe Tour        |      |      |      |      |      |      |      | 92e  | 280e |